# ミツバカズラ属
ミツバカズラ属（学名 : Tetrastigma）は、ブドウ科のつる植物である。葉は、掌状複葉である。ミツバカズラ属の植物は主に亜熱帯および熱帯地域であるアジア、 マレーシア、オーストラリアの熱帯雨林、拠水林と季節風林、湿気の多い森林で見られる。この植物は寄生植物であるラフレシア科（世界最大の花を咲かせるラフレシア（Rafflesia arnoldii）を含む）の唯一の宿主として有名である。 
ブドウ科の中で、ミツバカズラ属はヤブガラシ属とキフォステンマ属に最も密接に関連する仲間である.。

## 主な種
- Tetrastigma bracteolatum (Wall.) Planch.
- Tetrastigma harmandii Planch.
- Tetrastigma leucostaphylum (Dennst.) Alston ex Mabb.
- Tetrastigma nitens (F.Muell.) Planch.
- Tetrastigma planicaule (Hook.f.) Gagnep.
- Tetrastigma pubinerve Merr. & Chun
- Tetrastigma serrulatum (Roxb.) Planch.
- Tetrastigma voinierianum (Sallier) Pierre ex Gagnep. ブドウカズラ

リストの出典 : 